# Braunschweigs tekniska universitet

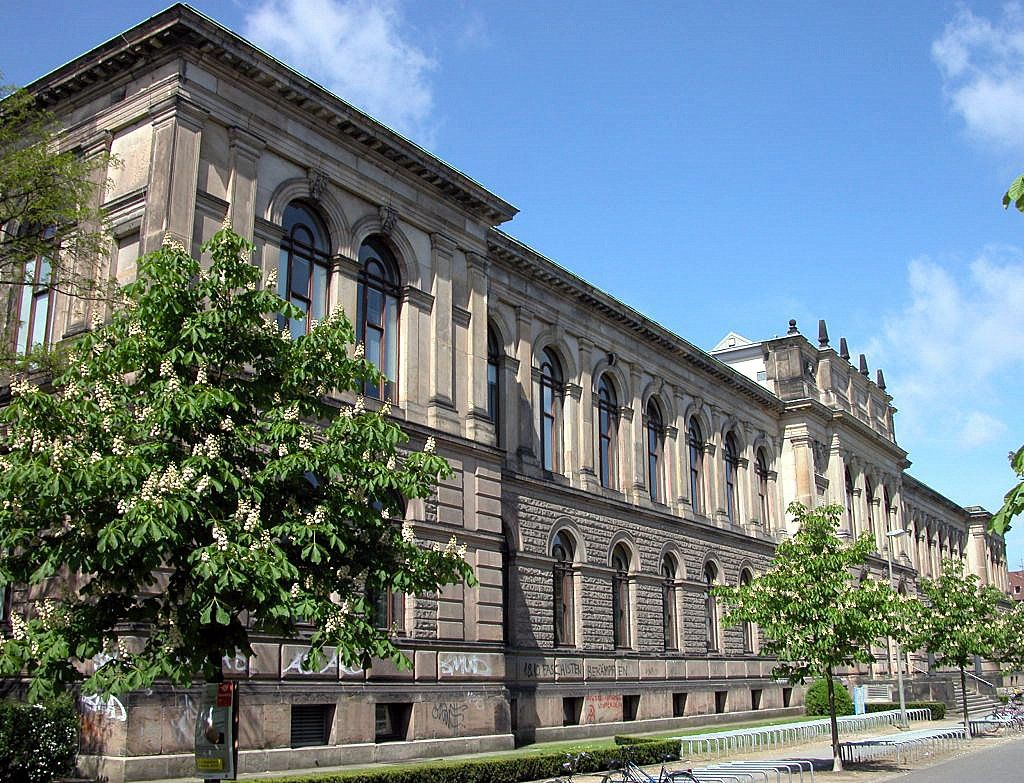
TU Braunschweig

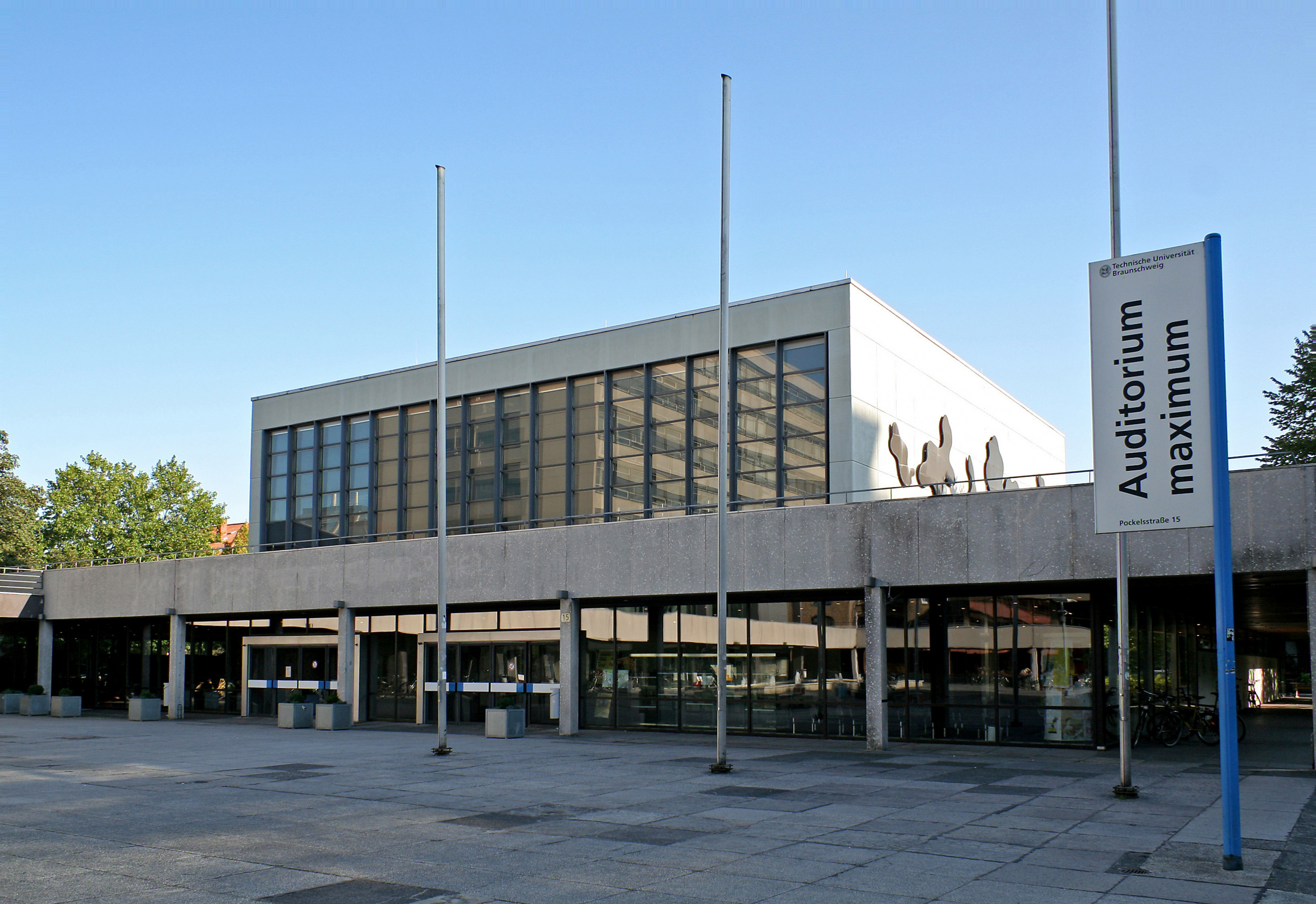
TU Braunschweig, Audimax

Braunschweigs tekniska universitet (tyska: Technische Universität Braunschweig, TU Braunschweig), är en teknisk högskola i Braunschweig som grundades 1745 som Collegium Carolinum av Karl I av Braunschweig-Wolfenbüttel.
Technische Universität Braunschweig är medlem i TU 9.
Universitets fullständiga namn är Technische Universität Carolo-Wilhelmina zu Braunschweig.